# جوني سكوتو
جوني سكوتو (بالإسبانية: Johnny Cecotto) مواليد 25 يناير 1956 في كاراكاس، كان متسابق دراجات نارية فنزويلي فاز ببطولة سباق الجائزة الكبرى للدراجات النارية. نافس في سباقات بطولة العالم لفئة 500 سي سي ولفئة 350 سي سي ولفئة 250 سي سي ولفئة 50 سي سي. كما شارك في لو مان 24 ساعة وبطولة العالم للسيارات الرياضية.

## البطولات
- سباق الجائزة الكبرى للدراجات النارية 1975

## روابط خارجية
- جوني سكوتو على موقع Racing-Reference.info (الإنجليزية)
- جوني سكوتو على موقع DriverDB.com (الإنجليزية)
- جوني سكوتو على موقع eWRC-results.com (الإنجليزية)
- جوني سكوتو على موقع MotoGP.com (الإنجليزية)